# Rudolf Schou
Rudolf Jacob Schou, född 27 april 1862 i Köpenhamn, död 23 januari 1915 i London, var en dansk agronom, brorson till Philip Schou.
Schou blev lantbrukskandidat 1885, var därefter föreståndare och senare arrendator av Gamle Antvorskov tegelverk och ledde samtidigt ett därtill knutet mindre lantbruk. Han var sekreterare i Landhusholdningsselskabet från 1 januari 1894 till 31 december 1898 och anställdes därefter, efter Jørgen Carl la Cours död, som Lantbruksministeriets inspektör för lantbrukets exportvillkor, i vilken befattning han verkade energiskt för att få genomfört en betryggande kontroll av lantbrukets exportvaror. Han avled i London, dit han hade rest för att försöka utverka lättnader för foderämnesinförseln till Danmark. 
Som ledamot av kommittén för Danmarks deltagande i världsutställningen i Paris 1900 utgav Schou med stöd av Carlsbergfondet ett stort verk på danska och franska om Landbruget i Danmark, och året därpå på Lantbruksministeriets uppdrag Bestemmelser vedrørende Indførsel af danske Landbrugsprodukter, særlig til europæiske Hovedlande. Han redigerade "Tidsskrift for Landøkonomi" 1899-1905 och var ordförande i Dansk exportforening 1901-09.